# Héloïse ou… la Fille des Trois-Rivières
Héloïse ou… la Fille des Trois-Rivières est une sculpture en acier forgé de Maurice Cardon (1925-2002), en hommage à la Révolution haïtienne (1791-1804), devenue mémorial de l'abolition des traites et des esclavages à Fontenay-sous-Bois en 2006, inaugurée en 2008.

## Historique
La sculpture est réalisée en 1992. Maurice Cardon y appose une plaque qui dédie l'œuvre à la Révolution haïtienne.
À la mort de l'artiste, elle devient propriété de Jacqueline Cardon, épouse du sculpteur. Le 27 juillet 2003, celle-ci en fait don à la Ville de Fontenay-sous-Bois. Pour mémoire, une plaque est apposée sur le piédestal à cette occasion.
D'abord placée à l'entrée de l'hôtel de ville sur l'esplanade Louis Bayeurte, la sculpture est déplacée dans le parc de l'Hôtel de Ville, près du kiosque à musique en 2006 et devient un lieu de mémoire dédié à la commémoration des abolitions des traites et des esclavages.
Le 10 mai 2008, la ville de Fontenay-sous-Bois inaugure officiellement la sculpture Héloïse ou… la fille des Trois-Rivières. Une plaque portant l'article 1er de la loi Taubira qui reconnaît la traite et l'esclavage comme crime contre l'humanité, est apposée sur le piédestal lors de la cérémonie. L'espace devient désormais lieu d'histoire et de mémoire des traites et des esclavages pour les Fontenaysiens.
Peu avant le 10 mai 2009, Héloïse ou… la Fille des Trois-Rivières est vandalisée : la statue jetée à terre, cheville est rompue. Elle en porte la trace et ses pieds reposent maintenant sur des supports métalliques. 
En mai 2010, une nouvelle version prend place sur le piédestal. Avec une allure de gymnaste, la fille des Trois-Rivières piétine les chaînes qui remplacent les supports métalliques. Les supports, en forme de chaînes d'esclavage modifient l'intention de l'auteur qui avait sculpté une chaîne brisée. Avec ses nouveaux supports, le bras droit et les pieds d'Héloïse sont à nouveau dans les chaînes, sa liberté est symboliquement réduite.

## Lieu de mémoire et d'histoire
La sculpture Héloïse ou… la Fille des Trois-Rivières prend au fil des ans sa place dans le mouvement national de mémoire qui fait émerger une histoire jusqu'ici peu étudiée et l'image d'une France tombée dans l'ignorance. Comme telle, elle est l'objet d'enjeux politiques importants, tant mémoriels que scientifiques.

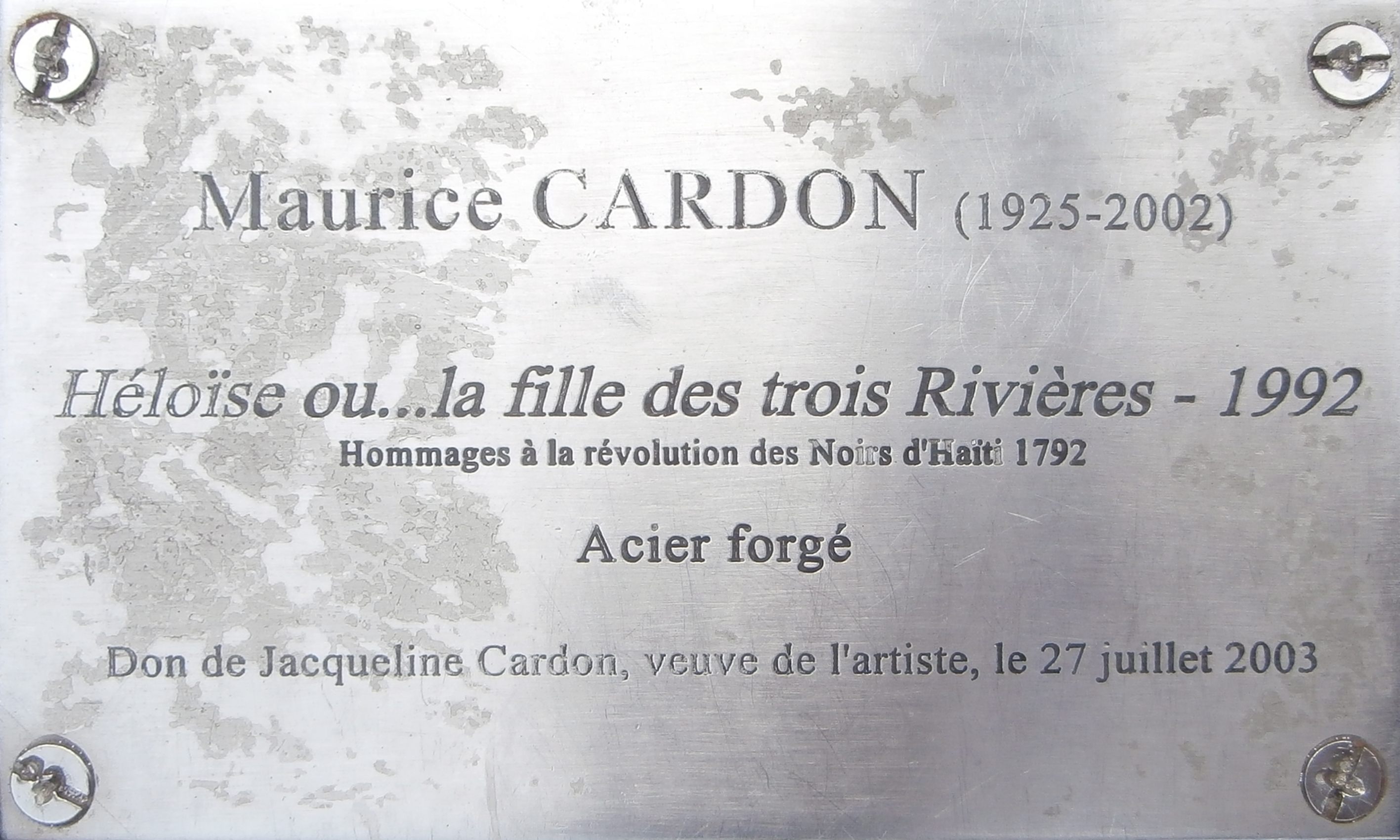
Cartel de la sculpture Héloïse ou… la fille des Trois-Rivières.
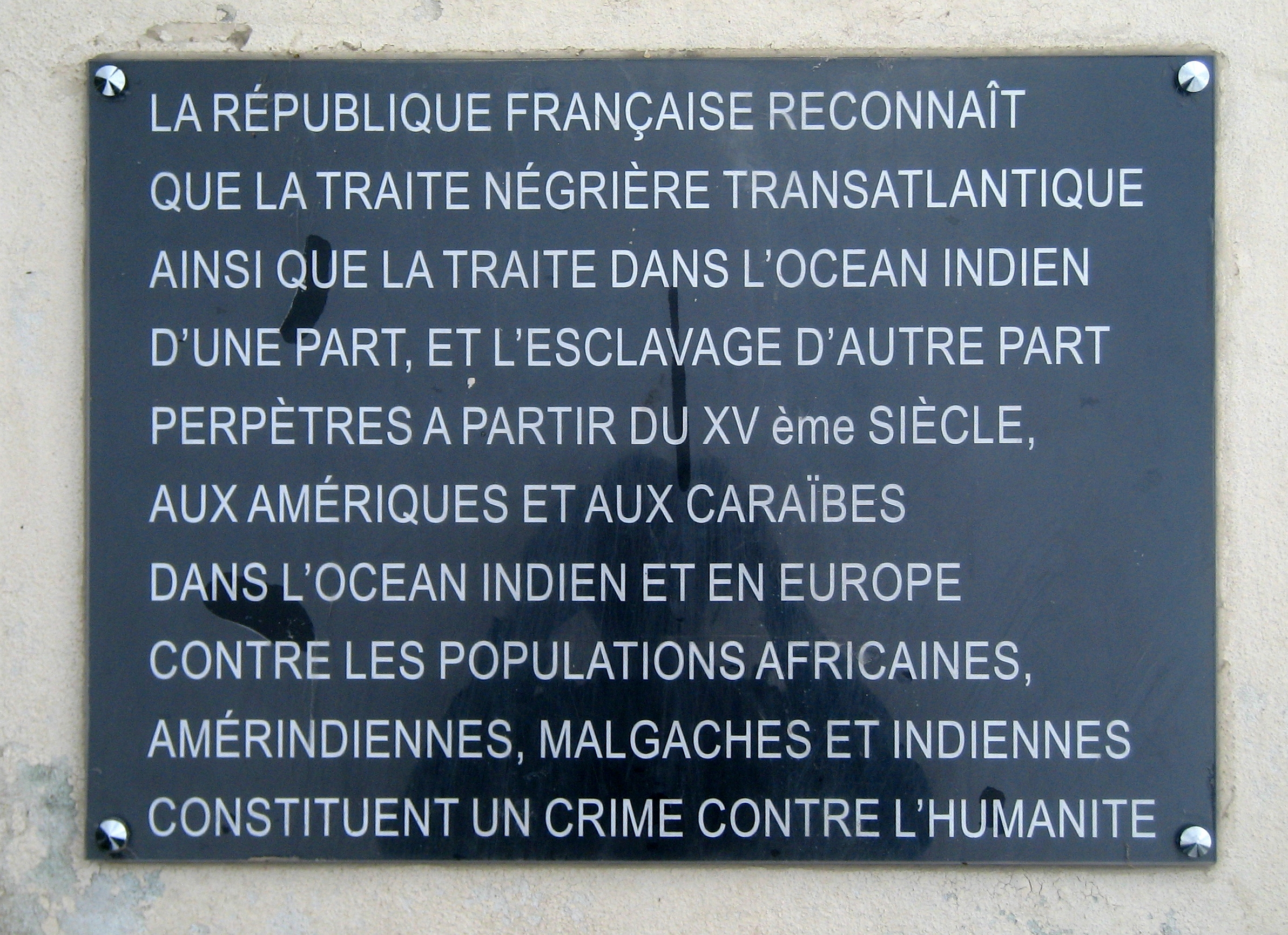
Plaque portant l'article 1er de la loi du 21 mai 2001, dite loi Taubira.

### Cérémonie officielle du10 mai
En application de la loi dite loi Taubira, le 10 mai est, depuis 2006, journée nationale des mémoires de la traite, de l’esclavage et de leurs abolitions. La cérémonie officielle municipale a lieu, dans la ville de Fontenay-sous-Bois devant la sculpture Héloïse ou… la fille des Trois-Rivières. Le 12 mai 2013, Sophie Elizeon, déléguée interministérielle pour l’Égalité des chances des Français d’outre-mer, est venue se recueillir avec les Fontenaysiens devant la sculpture.

### Événements associatifs
- Le 23 août de chaque année, proclamé « Journée internationale du souvenir de la traite négrière et  de son abolition » par la Résolution 29 C/40 de l'Unesco[1], la Société d'histoire 94120 Saint-George & Dalayrac[2] invite à un moment de convivialité autour d'Héloïse ou… la fille des Trois-Rivières.